# Kinding
Kinding település Németországban, azon belül Bajorországban. Lakosainak száma 2499 fő (2023. december 31.). Kinding Beilngries, Kipfenberg, Haunstetter Forst, Greding és Titting községekkel határos.

## Népesség
A település népessége az elmúlt években az alábbi módon változott:
| Lakosok száma | 1949 | 2172 | 2553 | 2565 | 2558 | 2584 | 2589 | 2598 | 2493 | 2499 |
|               | 1970 | 1987 | 2011 | 2013 | 2014 | 2016 | 2017 | 2020 | 2021 | 2023 |